# Suaicheantas na h-Alba
Bài hát Suaicheantas na h-Alba (tên tiếng Gaeil) hay The Thistle o’ Scotland (tên tiếng Scotland, tạm dịch là "cây kế của Scotland") là một trong những bài hát yêu nước của Scotland. Một trong những nguyên thủy của bài hát là "The Badge of Scotland", có nghĩa là "Huy hiệu của Scotland".
Bài hát sử dụng hình ảnh cây kế, biểu tượng của Scotland, và là một loài cây có nhiều gai, như hình ảnh tượng trưng cho quyết tâm của người dân đất nước này.
Lời bài hát này được viết bằng nguyên ngữ tiếng Gaeil vùng Scotland bởi nhà thơ Evan MacColl (1808-1898), còn người dịch sang tiếng Scotland là Malcolm MacFarlane (1853-1931). Bài hát được ấn hành lần đầu trong một tuyển tập nhạc phẩm của Macfarlane tên là Songs of the Highlands (những bài hát vùng Cao nguyên), Inverness: Logan & Company, 1902, tr. 44–45. Phần nhạc được viết bởi Frederick Wilson Whitehead (1863-1926).
Đây là một trong những ứng cử viên của quốc ca Scotland.
| The Thistle o’ Scotland (Bản dịch của Malcolm MacFarlane) Điệp khúc O, the Thistle o’ Scotland was famous of auld, Wi’ its toorie sae snod and its bristles sae bauld; ’Tis the badge o’ my country – it’s aye dear to me; And the thocht o’ them baith brings the licht to my e’e. | Suaicheantas na h-Alba (Nguyên ngữ của Evan MacColl) Seisd ’S e Foghnan na h-Alba lus ainmeil nam buadh; Lus grinn nan dos calgach thug dearbh air bhi cruaidh; Sean-suaicheantas mòrail tir bhòidhich mo luaidh: ’S tric dh’fhadaich a dheagh-chliù tein’-éibhinn’nam ghruaidh. |

| Its strength and its beauty the storm never harms; It stan’s on its guard like a warrior in arms; Yet its down is saft as the gull’s on the sea, And its tassle as bricht as my Jeanie’s blue e’e. Điệp khúc. | Lus deas nam meur cròcach nach leònar le stoirm; Ged ’s ionann teachd geàrr air ’s laoch dàna fo airm, ’S leis clòimh tha cho maoth-gheal ri faoileig na tràigh, ’S bàrr-ghucan cho ciùin-ghorm ri sùilean mo ghràidh. Seisd |

| O, my country, what wonder yer fame’s gane afar; For yer sons ha’e been great baith in peace and in war: While the sang and the tale live they’ll aye win respect, The lads neath the bonnets wi’ thistles bedeckt. Điệp khúc | Mo dhùthaich, cha ’n ioghnadh mòr chliù air thigh’nn uait, ’S a liuthad duaidh-làraich ’s deagh ghnàth tha ris fuaight’; An cian is le Albainn luchd seanachais no bard, Bidh meas air an dealbh anns gach gorm-bhonaid àird. Seisd |

| Langsyne the invaders cam owre to our shore, And fiercely our thistle they scotched and they tore; When they maist thocht it deid, ‘twas then it up bore, And it bloomed on their graves quite as strong as before. Điệp khúc | Sluagh borb, le droch rùn da, ’s tric bhrùchd air a nuas; ’S tric bhrùchd, ach, gun taing dhoibh, a cheann chum e suas; ’Nuair shaoil iad bhi buadhach, ’s ann fhuair iad fath bròin: Feuch! a’ cinn thar an uaighean an cluaran gun leòn. Seisd |

| My blessings be yours! Is there Scotsman ava Wad stan’ by and see ony harm on ye fa’? Is there gentle or semple wha lives in our land Wad refuse to drink health to the thistle so grand? Điệp khúc | Mo bheannachd gu bràth air! có ’n Gaidheal no ’n Gall Nach seasadh gu bàs e, g’a theàrnadh o chall! Co ìosal no uasal, bheir cluas do mo dhàn, Nach òladh leam "buaidh leis" o chuachana làn! Seisd |

|  |  |